# Гулевич, Владимир Сергеевич
Влади́мир Серге́евич Гуле́вич (6 [18] ноября 1867, Рязань — 6 сентября 1933, Москва) — российский биохимик, ординарный профессор и ректор Московского университета. Действительный статский советник (1916). Академик АН СССР по Отделению физико-математических наук (с 12.01.1929; член-корреспондент с 15.01.1927).Член Германской академии естествоиспытателей «Леопольдина» (1928).

## Биография

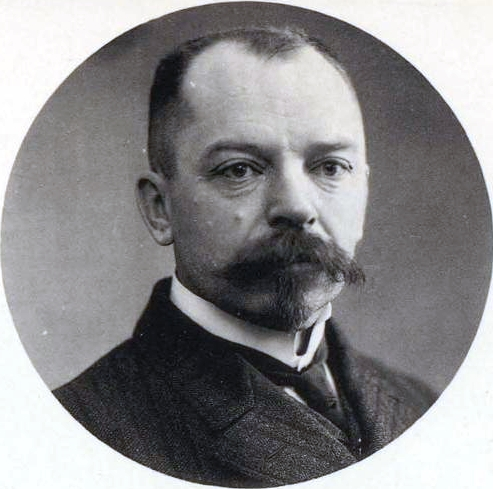
В. С. Гулевич, 1911

Родился 6 (18) ноября 1867 года в дворянской семье потомственного педагога и директора Рязанской гимназии Сергея Викентьевича Гулевича (1843—1901).
С 1877 года семья жила в Москве. Здесь Владимир Гулевич окончил в 1885 году 2-ю Московскую гимназию (с золотой медалью), а в 1890 году — медицинский факультет Московского университета. В университете он специализировался по химии, которой интересовался ещё в гимназии; на 5 курсе под руководством В. Д. Шервинского им было выполнено исследование «Возникновение, развитие и роль гигантских клеток в патологических процессах», за которое он получил золотую медаль. Университет был окончен с дипломом лекаря с отличием.
С февраля 1891 года Гулевич был оставлен сверхштатным лаборантом на кафедре медицинской химии; затем начал готовиться на этой кафедре к профессорскому званию и в апреле 1896 года защитил докторскую диссертацию «О холине и нейрине. Материалы к химическому исследованию мозга», в которой опроверг теорию, согласно которой развитие некоторых психических заболеваний вызывалось самоотравлением организма в результате накопления в мозгу нейрина. В 1896—1897 годах в качестве приват-доцента читал в Московском университете лекции по анализу мочи.
С января 1898 года находился в заграничной командировке; посетил ряд европейских университетов, знакомясь с методикой преподавания химии; также занимался медицинской химией в Марбурге у А. Косселя, физикой в Париже у Г. Липпманна и газовым анализом в Дрездене у Гемпеля.
С июля 1899 года по декабрь 1900 года был экстраординарным профессором на кафедре медицинской химии и физики медицинского факультета Харьковского университета. С 1901 года — экстраординарный профессор медицинского факультета Московского университета, с августа 1904 года — ординарный профессор. После смерти А. Д. Булыгинского с 1907 года заведовал кафедрой медицинской химии. Одновременно преподавал биологическую химию на Высших женских курсах (1908—1918) и органическую химию в Московском коммерческом институте (1910—1933). В 1906—1908 годах проректор, в 1918 году — декан медицинского факультета, с января по март 1919 года — ректор Московского университета.
Член Германской академии естествоиспытателей «Леопольдина» (с 1928). С 1910 по 1930 год — председатель Химического отделения Русского физико-химического общества.
С 1910 по 1933 год состоял в Обществе любителей естествознания, антропологии и этнографии, был председателем химического отделения.
С 1920-х годов работал в лаборатории физиологии и биохимии животных Всесоюзного института экспериментальной медицины; в 1933 году возглавил сектор биохимии.
Умер 6 сентября 1933 года в Москве. Похоронен на Новодевичьем кладбище.

## Научные исследования
Основные работы посвящены химии азотистого обмена, химии аминокислот и белков, биохимии мышечной массы. Совместно с сотрудниками и учениками впервые выделил из экстрактивных веществ мышечной ткани карнозин (1900), карнитин (витамин B11; 1905, с Р. П. Кримбергом) и метилгуанидин; установил их структуру, распределение в мышцах и условия расщепления. Гулевич работал над синтезом и изучением свойств белков; предложил способ синтеза аминокислот электровосстановлением эфиров, также определил их пути распада и структуру. В. С. Гулевич — автор первого отечественного руководства по медицинскому химическому анализу.

## Педагогическая деятельность
Одной из основных заслуг В. С. Гулевича является его педагогическая деятельность. Будучи выпускником Московского университета, он впитал основные педагогические принципы своих выдающихся учителей и активно применял их на практике. Занимаясь исследовательской работой на кафедре и лаборатории медицинской химии, привлекал к работе в лаборатории не только студентов своего факультета, но и студентов других факультетов, здесь выполняли свои дипломные работы студенты физико-математического факультета. Практикующие врачи, осознав важность биохимических знаний для врачебной деятельности, также занимались у него в лаборатории; многие из сотрудников и учеников Гулевича впоследствии стали руководителями и преподавателями кафедр биологической химии различных институтов. Одним из выдающихся его учеников был Сергей Евгеньевич Северин — первый заведующий кафедрой биохимии животных биологического факультета МГУ, академик РАМН (1947), академик АН СССР (1968). Выполняя просьбу учителя, С. Е. Северин исследовал в своих работах свойства и роль карнозина и ансерина в организме.

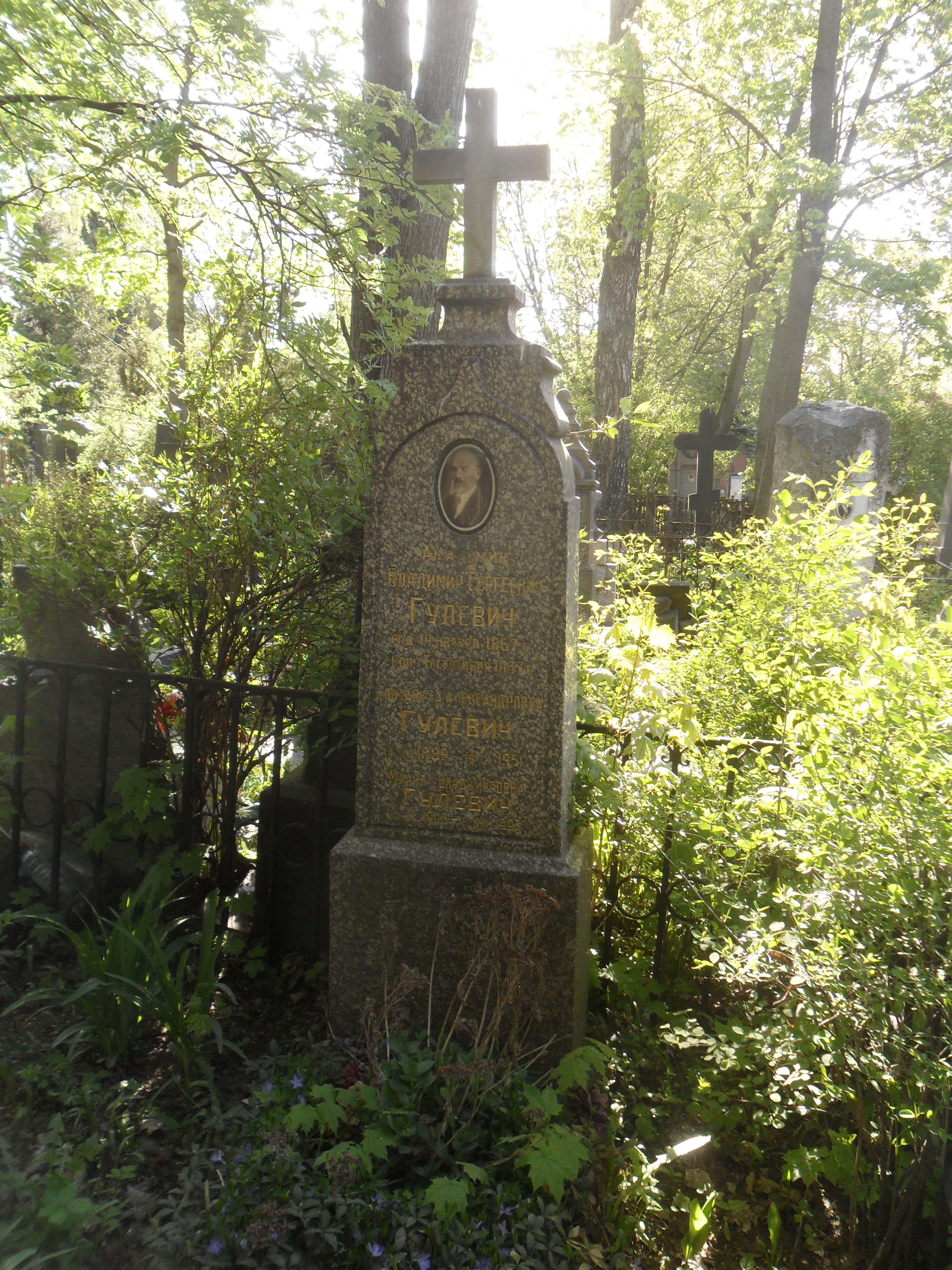
Могила Гулевича на Новодевичьем кладбище Москвы.

## Сочинения
- О холине и нейрине. Материалы к химическому исследованию мозга. — М., 1896.
- Кристаллографическое исследование некоторых соединений холина и нейрина // «Bullet. des Natural. de Moscou». — 1899
- Анализ мочи: Руководство при практ. занятиях в лаб. — Харьков, 1901; 2-е изд. — М., 1905; 3-е изд. — М.: Тип. Имп. Моск. ун-та, 1910. — 239 с.
- Избранные труды. — М.: Изд-во АН СССР, 1954. — 336 с.

## Награды
- орден Св. Станислава 2-й ст.
- орден Св. Анны 2-й ст.
- орден Св. Владимира 4-й ст.

## Память

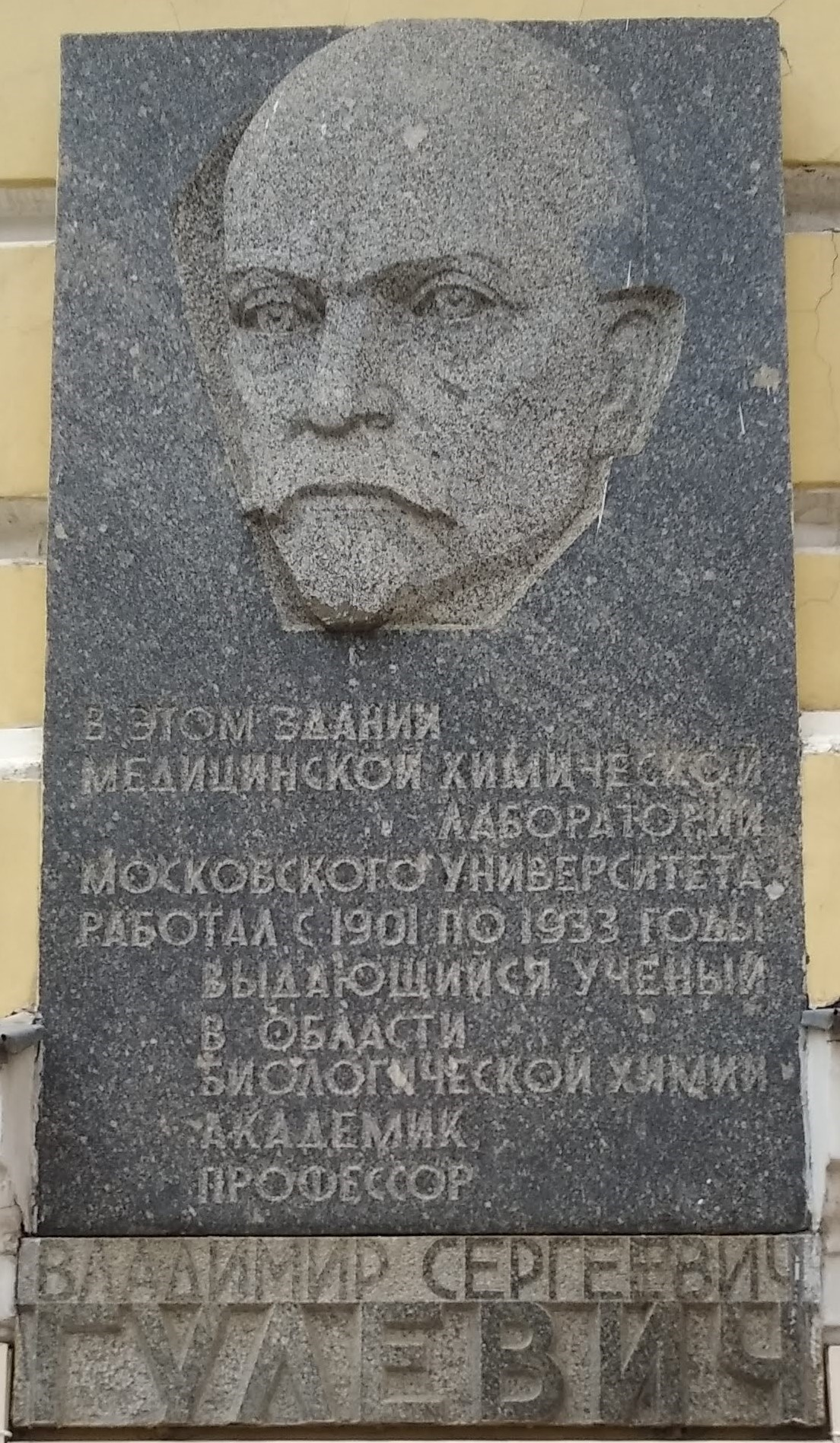
Мемориальная доска на доме по адресу: г. Москва, ул. Б. Никитская, дом 6

В 1976 году на здании медицинской химической лаборатории, где он работал с 1901 по 1933 год, открыта мемориальная доска с его именем (ул. Б. Никитская, 6; скульптор В. А. Рошайтис, архитектор А. С. Дубровский). Имя Гулевича было присвоено кафедре биологической химии 1-го Московского медицинского института. В 1980 году учреждена премия Академии медицинских наук имени Гулевича за лучшую работу в области биологической и медицинской химии.

## Семья
Был женат с 16 февраля 1894 года на Елизавете Александровне Стригалевой (1871—1951), дочери отставного генерал-майора артиллерии А. А. Стригалева. Их дети: сын Сергей (1895—1915) и дочь Мария (1903—1993).